# Tour du Bourreau (Lectoure)
Pour les articles homonymes, voir Tour du Bourreau.

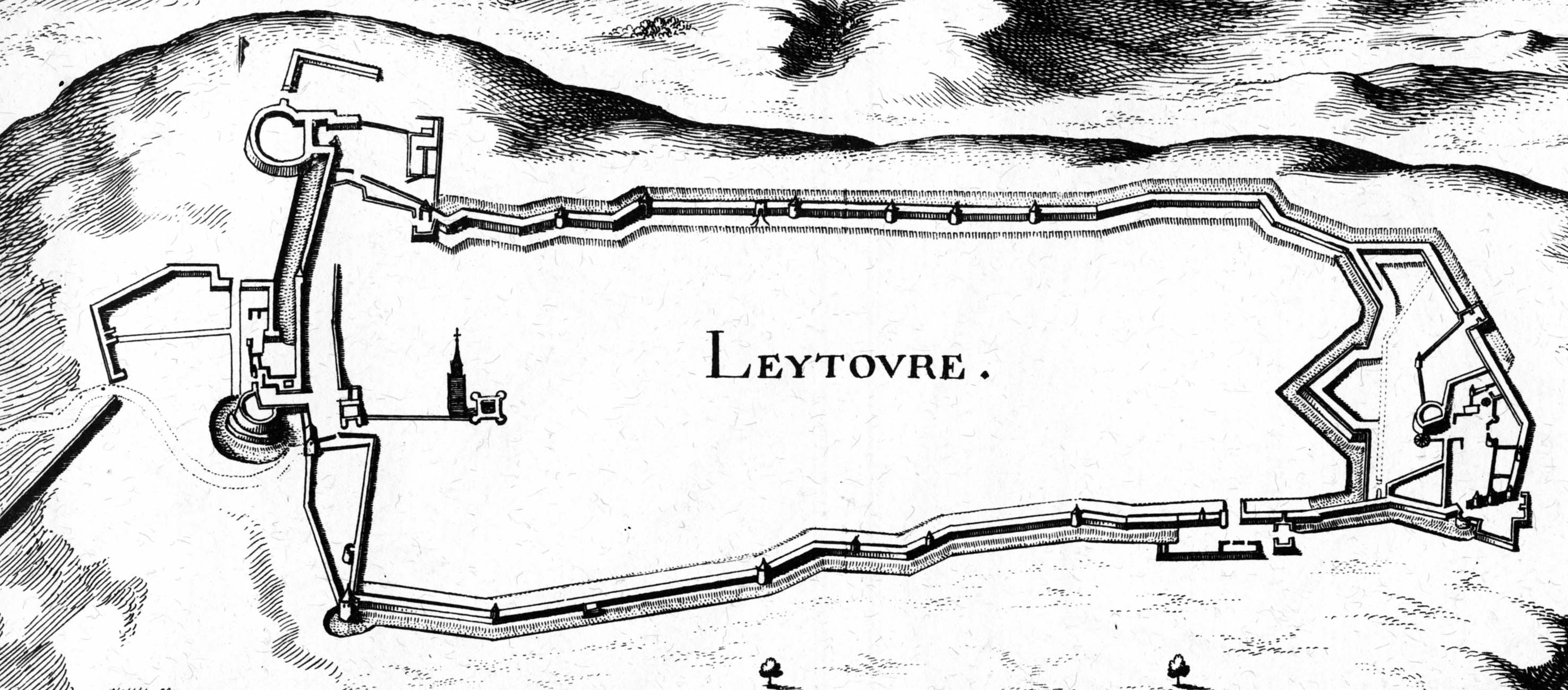
Fortifications de Lectoure, par Mérian (s.). La tour du Bourreau est à l’angle inférieur gauche (le nord est en bas)

La tour du Bourreau ou tour de Corhaut est la seule tour subsistant de l’enceinte médiévale fortifiée de la ville de Lectoure (Gers). Son nom vient du fait qu’elle était la résidence du bourreau, alors que « tour de Corhaut » était sa désignation officielle, due à sa situation dans le quartier de Corhaut, près de la porte du même nom.

## Situation
La tour est située à l’angle nord-est, sur la partie la plus exposée, et donc la mieux fortifiée de la ville : Lectoure occupe le lobe d’un plateau escarpé de toutes parts, excepté à l’est ou le sol est à peu près à niveau et où se concentraient les principales défenses : deux bastions précédant une barbacane et une porte. Un fossé séparait les bastions des remparts descendant vers le sud et vers le nord en terrasses successives. La tour du Bourreau était à la jonction des remparts est : le rempart principal, acuellementt non visible car englobé dans les constructions ultérieures, était précédé d’un autre plus tardif (le long de l’actuelle rue Barbacane) qui aboutissait à la barbacane, et de celui du nord. La tour était ouverte vers la ville.
À proximité immédiate de la tour, le rempart nord possède à la base des blocs de remploi issus du premier rempart « romain » du Bas-Empire. L’un d’eux présente en son centre un trou de louve.

## Architecture

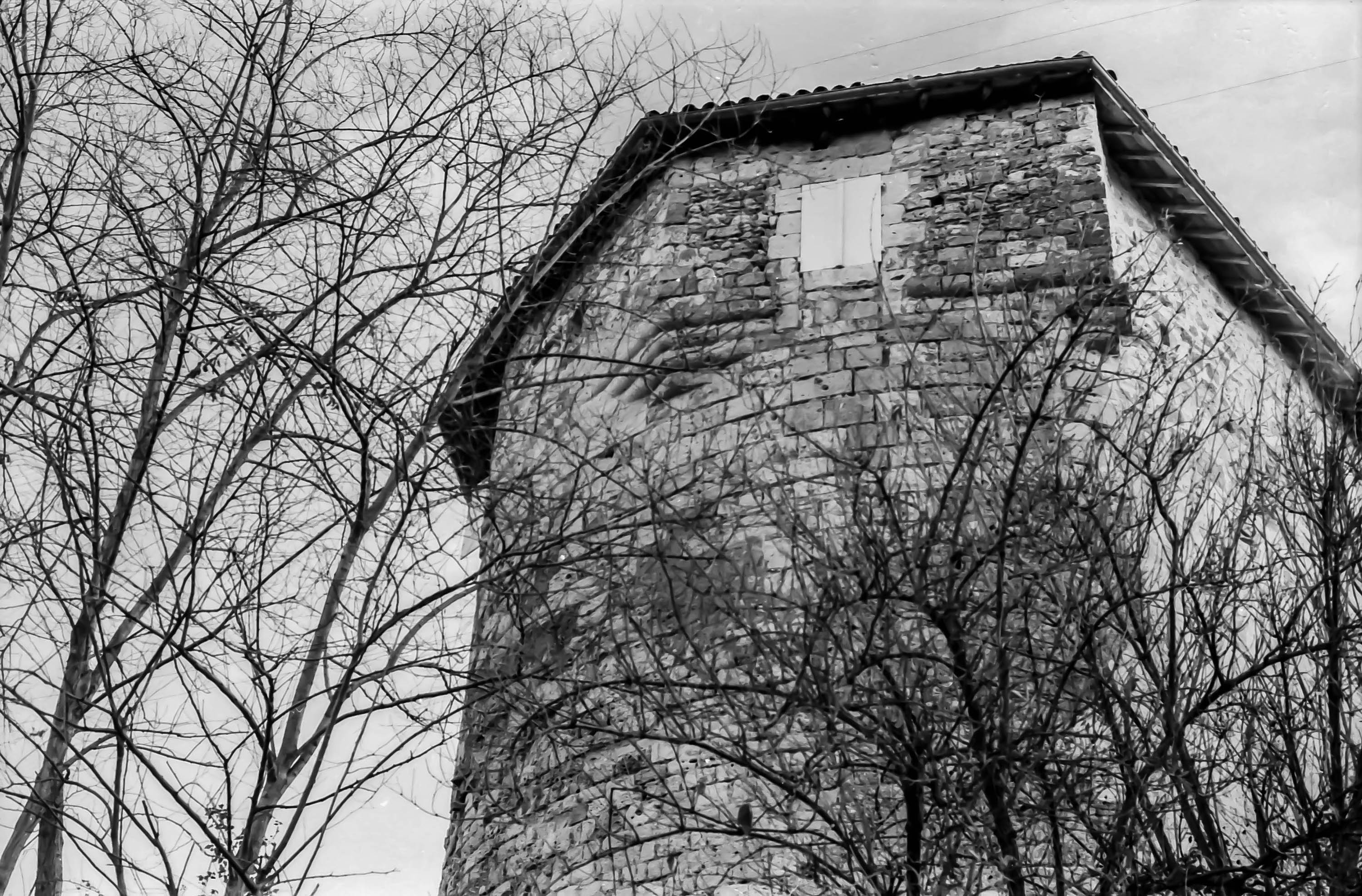
La tour, vue du nord

Dans son état actuel, la base de la tour résulte de la reconstruction en 1537 d’une tour antique, jugée trop en retrait et inefficace, dont les fondations sont visibles à l’intérieur, alors que la partie supérieure, marquée par des pans rectilignes formant un polygone irrégulier dont les angles reposent sur des encorbellements à boudins, correspond aux aménagements faits en 1592, comme en témoigne une pierre gravée visible en haut de la tour, côté est : REGN.Ho4 / FEVRIER / 1592. Le roi Henri IV qui portait une grande attention à « sa » ville y fit de fréquents passages pour contrôler les travaux des fortifications. Cette pierre gravée est la seule qui subsiste sur les huit qui ont été relevées en divers endroits des remparts.
Construite comme le reste des remparts avec de gros moellons de pierre calcaire prise sur place, couverte actuellement d’un toit de tuiles, elle ne laisse pas deviner la nature exacte de son couronnement d’origine, créneaux, mâchicoulis, etc. Le plan de Mérian / Tassin (XVIIe siècle) la montre couverte d’un toit en poivrière, mais il s’agit peut-être d’une représentation conventionnelle sans rapport avec la réalité. Des aménagements y sont apportés en 1547. De cette époque datent probablement les meurtrières pour armes à feu. L’intérieur de la tour (les deux-tiers) est rempli de terre. Plus tard on ouvre des fenêtres, lorsque la tour abrite un corps de garde, puis une maison d’habitation. Une poterne à arc en plein cintre s’ouvre vers l’ouest, sur l’actuel boulevard du Nord, alors simple chemin de ronde à la base des remparts. Une autre meurtrière se trouve à côté.
Seule tour épargnée par la destruction des fortifications, mais dépourvue de son couronnement, la tour fut transformée en habitation et se trouva accolée à des bâtiments adventices (visibles sur les cartes postales anciennes) qui furent plus tard supprimés, alors qu’une maison neuve lui était adjointe en partie supérieure en 1967.

## Le dernier bourreau: Jean Rascat
Le dernier bourreau qui occupa la tour fut Jean Rascat, né en 1759 à Nègrepelisse (Tarn-et-Garonne), exécuteur de justice de la ville sous l’Ancien Régime, de 1780 à 1784. Il opérait dans les sous-sols de la sénéchaussée, appliquant la question ordinaire ou extraordinaire, et il procédait aux pendaisons. Il fut ensuite aide-bourreau à Agen jusqu’en 1788, puis maître-exécuteur à Auch, il démissionna pour partir à Bordeaux, revint à Auch, préposé à la guillotine en 1792, mais il s’acquitta assez mal de sa tâche, et de plus il favorisa, non par humanité, mais par cupidité, l’évasion de deux femmes. Cela lui valut deux jours au pilori, puis deux ans de prison. Il vécut un temps de mendicité et de « travaux ignobles », fut aide-bourreau à Tarbes, avant de revenir à Lectoure, où il vivait avec une petite pension que lui versait le notaire Bladé. Il finit ses jours le 7 décembre 1846 à Périgueux, où son fils Joseph Rascat était exécuteur-adjoint. 
Jean Rascat est le seul exécuteur dont le nom ait été conservé pour la sénéchaussée d’Armagnac. D’autres exécuteurs avant lui sont attestés depuis 1735 comme ayant habité la tour. Bien qu’il n’eût exercé que peu de temps à Lectoure, il y revint souvent. Jean-François Bladé avait plusieurs fois rencontré le vieil homme et publié ses témoignages, dans la préface de ses Contes de Gascogne ; il dit que le nom de rascat était passé dans le langage courant pour désigner un bourreau.
La tour du Bourreau fut vendue pour la première fois à un particulier par la ville, le 25 avril 1869 (rapport archéologie 2014, p. 180). 
Elle est depuis la propriété de personnes privées.
La tour du Bourreau a été inscrite Monument historique en 1947.
Elle est à présent signalée sous le nom de tour de Corhaut, dite Tour du Bourreau.